# إسكو
إِسكو أو إيسكو (بالإنجليزية:ESCO) هي شركة سنغافورية وعلامة تجارية عالمية تأسست في سنغافورة في أواخر السبعينات من القرن الحالي وتختص في مجال علوم الحياة وبالتحديد تصميم وإنتاج معدات وأدوات المختبرات المستخدمة في العديد من المجالات العلمية كالطّب والصيدلة، وتٌسوّق إسكو منتجاتها في العديد من الدول حول العالم.
تتخصص إسكو بتزويد المختبرات بالمعدات المِخبرية في المؤسسات التعليمية ومراكز دراسة الأحياء الدقيقة والصيدلة وفي المختبرات الصناعية حيث أن العديد من العمليات المعقدة تحتاج إلى تحكم دقيق في كميات الجزيئات في الهواء، بالإضافة إلى المعدات التي تتحكم بدرجات التلوث اللتي قد يتعرض لها العمال مثل حجرات الحماية من الحييات البيولوجية الدقيقة.
تتحكم إسكو بشكل كبير بسوق صناعة معدات المختبرات وأجهزة التلقيح الصناعي في منطقة جنوب شرق آسيا خاصة والولايات المتحدة وأوروبا عامةً، بالإضافة إلى العديد من الدول الأخرى حول العالم ويصل عددها تقريباً لأكثر من 100 دولة.

## المنتجات
تقوم إسكو بتطوير وتصنيع أجهزة ومواد إستهلاكية وخدمات للمختبرات مثل حاضنات ثاني أكسيد الكربون وثلاجات التجميد بدرجات الحرارة شديدة الانخفاض] وأجهزة الطرد المركزي والعازلات الصيدلية بالإضافة إلى معدات التلقيح الصناعي، وتقوم إسكو أيضاً بتصميم المعدات المفصلة حسب رغبات ومتطلبات المختبرات والقائمين عليها بالاإضافة إلى تصميم مخططات لمختبرات الأبحاث والتصميم الداخلي للمكاتب.

## التاريخ
تم تأسيس إسكو في عام 1978 في سنغافورة وأسسها ليم لي يو (Lim Lay Yew)عند بداية الثورة الصناعية الالكترونية في ذلك الحين. واستخدم ليم عند تأسيسه للشركة معرفته بتصميم وبناء الغرف النظيفة وربح بذلك العديد من العقود مع شركات عالمية وكان ذلك عندما كانت سنغافورة تعتبر من دول العالم الثالث.
بعد 22 سنة وبالتحديد في بداية الألفية الثانية بدأت الشركة بالتحول تدريجياً من تصميم الغرف النظيفة إلى صناعة وتطوير معدات المختبرات كحجرات السلامة البيولوجية وذلك لتلبية الطلب الملح للسوق الآسيوي اللذي كان يحتاج في ذلك الآن إلى معدات متخصصة لحماية العاملين في المختبرات والمصانع ورفع جودة المنتجات بشكل عام في المنطقة.
قامت إسكو لنشر التوعية في دول جنوب شرق آسيا بتقديم العديد من الندوات والمحاضرات لتوعية العمال التقنيين في أمور السلامة أثناء العمل في المختبرات الطبية والأبحاث العلمية على حدٍ سواء، بشكل خاص قامت بمساعدة مؤسسة العقاقير والأدوية الصينية لكتابة معايير السلامة البيولوجية في حجرات الحماية البيولوجية في الصين.
إنضمّ نجل السيد ليم والمدعو بزيانغ كيان لين (XQ (Xianqian) Lin) إلى الشركة عندما كان عمره 13 سنة وتعلم بمساعدة والديه كيفية إدارة العمل وساهم لاحقاً في بناية سمعة الشركة في مجالات علوم الحياة، وقامت إسكو بتوسيع الخدمات والصناعات الطبية والصيدلية بالإضافة إلى بداية استثماراتها في إسكو فينترز(ESCO Ventures)، تهدف إسكو فينترز لإرشاد ومساعدة الخدمات للشركات المماثلة الصغيرة، ولمساهماتها فازت إسكو بجائزة بريستيج براند اوارد (Singapore Prestige Brand Award) في سنغافورة في سنة 2014 و2015 و2016.